# ユーロコミュニズム
ユーロコミュニズム（Eurocommunism）または欧州共産主義（おうしゅうきょうさんしゅぎ）は、中ソ対立などにより国際共産主義運動が多様化する中で1970年代に西欧（主にフランス、イタリア、スペイン）の共産党で趨勢となった共産主義の一潮流。暴力革命・プロレタリア独裁・民主集中制・分派禁止などの路線を放棄し、ソ連型共産主義と違う路線を選んだ。

## 概要
ソ連共産党とは距離を置き、プロレタリア独裁の放棄や複数政党制の容認、自由と民主主義の擁護などを公然と宣言した。
フランス共産党は、1968年12月、〈先進的民主主義〉の理念を発表し、〈社会主義への道をきりひらく〉ための〈一貫した先進的民主主義の政治〉をうちだした。そして、1972年、フランス社会党と、〈共同政府綱領〉を締結し、1974年の大統領選挙で、フランソワ・ミッテランを統一候補としてたて、当選まであと一歩のところに迫った。
しかし、1977年、共産党は〈共同政府綱領〉の改定交渉で、国有化の範囲を広げるなどの提案をだし、結果的に交渉は決裂、社会党との共同綱領は流産した。さらに、1985年の党大会で、これまでの方針を撤回、〈社会変革そのものを直接の目標とする闘争〉へと切り替えた。
イタリア共産党では、1975年の党大会で、エンリコ・ベルリンゲル書記長により歴史的妥協（Historic Compromise）の方策が提案された。この大会で、〈民主主義的、反ファシズム革命の第二段階〉と現状を位置づけ、当時の与党であったキリスト教民主党との提携によって政権を獲得しようと試みた。それは、イタリア共産党がそれまで掲げていた、北大西洋条約機構（NATO）体制からの離脱という方針を放棄するものでもあった。1976年の総選挙で得票率34%を獲得したが、政権入りはならず、1977年にキリスト教民主党との協定も成立したが、やはり政権には加われなかった。そして、1991年2月、党名を〈左翼民主党〉と改め、社会民主主義の潮流に加わることになった。このとき、その方針に従わないグループは共産主義再建党を結成した。
スペイン共産党では、モンクロア協定（Pactos de la Moncloa）などが特徴的な事件であった。
1955年の六全協以降の日本共産党も、準綱領の自由と民主主義の宣言などに示された路線はユーロコミュニズムの一種とみさなれることがある。1970年代後半の一時期には、〈ユーロ・ニッポ・コミュニズム〉などと発言していた時期もあった。しかし、日本共産党は、西欧諸国（特にイタリア）の共産党がNATOを容認する姿勢を示したことを激しく批判した経緯もあって、ユーロコミュニズムとは一線を画していると主張しており、その立場を現時点でも撤回しておらず非同盟諸国首脳会議への加盟を綱領に明記している。また、西ヨーロッパのユーロコミュニズム諸党は党の内部に多様な思想の存在を認めているが、日本共産党は冷戦以降も多様な意見が同時に存在することを党の規則で禁止している。日本共産党は冷戦後に旧西側諸国で派閥の禁止と民主集中制を維持している政党であり、戦後に日本共産党における著名人および古参活動家も戦前からの者も時代ごとの執行部の方針に賛同しない者は除名、除籍されている。 民主集中制廃止・派閥禁止の廃止が基本であるユーロコミュニズムとは完全に異なる。日本共産党内で党内に多様な潮流・分派の存在する権利を求めた学者党員などは、党と社会とを混同するものとして徹底的に批判され、自己批判に追い込まれ除名されるか、離党させられた。